# Pepeu Gomes
Pedro Anibal de Oliveira "Pepeu" Gomes (Salvador, 7 de fevereiro de 1952), é um cantor, compositor e músico brasileiro.
Um dos membros do grupo Novos Baianos, Pepeu já foi considerado pela revista americana Guitar World de 1988 como um dos dez melhores guitarristas do mundo na categoria "world music". Em 2012, ele foi eleito pela revista Rolling Stone Brasil um dos 30 maiores ícones brasileiros da guitarra e do violão.
Pepeu foi casado com Baby Consuelo, com quem teve seis filhos, três das quais formaram o conjunto SNZ: Sarah Sheeva, Nana Shara e Zabelê. Com a segunda esposa Simone teve uma filha, Isabela, e adotou o enteado Filipe.

## Biografia

### Infância e juventude
Pepeu começou a ter contato com a música desde muito cedo, pois seu pai tocava em uma orquestra de bailes e sua mãe dava aulas de piano. Assim, cresceu ouvindo músicos como Waldir Azevedo, Jacob do Bandolim, Pixinguinha e Canhoto da Paraíba. Aos 9 anos inventou o seu primeiro "instrumento": um cabo de vassoura (que costumava utilizar para brigar na rua) com um barbante atado às extremidades. Mais tarde ganha um violão que aprende a tocar de ouvido.
Aos 11 anos de idade Pepeu, interessado no estilo da Jovem Guarda, forma sua primeira banda na qual tocava contrabaixo, "Los Gatos".
Com 17 anos Pepeu fugiu de casa e formou sua primeira banda profissional, chamada "Os Minos", que chegou a lançar um compacto simples mas que por todos os integrantes serem menores de idade, não progrediu.

Pepeu Gomes, 1972. Arquivo Nacional.

Passando a tocar guitarra, Pepeu Gomes entra para a banda Os Leif´s fundada por Leif Erickson Lico, chegando a se apresentar em programas da TV local.
Gilberto Gil, na época, assistiu uma destas apresentações na televisão e chamou Pepeu para participar do show de despedida do Brasil que faria com Caetano Veloso em Salvador (naquele momento Caetano e Gil partiam para o exílio político em Londres). Antes de viajar, Gilberto Gil presenteou Pepeu com o disco Smash Hits de Jimi Hendrix (ainda desconhecido para Pepeu), que viria ser o artista que mais o influenciaria ao longo de sua carreira.

### Novos Baianos

Novos Baianos, 1972. Arquivo Nacional.

Na década de 70, com Moraes Moreira, Paulinho Boca de Cantor, Luiz Galvão e Baby Consuelo formou o grupo Novos Baianos, no qual tocava guitarra, compunha músicas e fazia os arranjos juntamente com Moraes.
Após a gravação do primeiro disco dos Novos Baianos, Pepeu passou a estudar profundamente a música brasileira em ritmos como samba, frevo, choro e maracatu, aprendendo também a tocar bandolim.

### Carreira solo
Paralelamente aos Novos Baianos, em 1971, Pepeu Gomes substituiu Lanny Gordin na turnê "Fa-tal" de Gal Costa, que foi registrada no disco duplo de mesmo nome, em que Pepeu toca a maioria das faixas.
Pepeu partiu para a carreira individual com o final do grupo, por volta de 1978, gravando seu primeiro disco solo Geração de som. Na mesma época tocou com Gilberto Gil no Montreux Jazz Festival na Suíça, que foi registrado no disco Gilberto Gil: Ao Vivo em Montreux.
Em 1979, Pepeu Gomes lança seu segundo disco Na Terra a Mais de Mil, sendo sua estreia como cantor. O disco tem grande sucesso de vendas e possui o hit "Meu Coração".
Em 1980 devido a sua elogiada performance em 1978, é convidado novamente para o festival de Montreux, desta vez individualmente. Esse show também foi registrado e lançado com o nome Ao Vivo: 14th Montreux Jazz Festival. Ainda neste ano lançou a música "O Mal É o Que Sai da Boca do Homem", uma parceria com Baby Consuelo e Galvão, que gerou muita polêmica devido ao verso "Você pode fumar baseado".

Pepeu anos 80

Em 1981, lançou o disco intitulado somente Pepeu Gomes, que levou Pepeu a ganhar seu primeiro disco de ouro graças à grande execução da faixa "Eu também quero beijar". O disco foi seguido por Um Raio Laser (1982), onde Pepeu apresentou uma influência do funk e Masculino e Feminino (1983), com este último sendo gravado no Estados Unidos com os arranjos do maestro Ronnie Foster e com músicos consagrados como Paulinho da Costa, Jerry Hey, Garry Grant, Airto Moreira e John Robinson.
Em 1985, Pepeu lançou o disco Energia Positiva, que rendeu o sucesso "Mil e uma noites de amor" (Pepeu Gomes, Baby do Brasil e Fausto Nilo), e é convidado para participar do Rock In Rio. Mesmo encontrando uma plateia hostil com a maior parte dos artistas brasileiros, Pepeu foi ovacionado e reconsagrado. Pepeu declarou que considerava o Rock in Rio como um dos maiores momentos de sua carreira, e após o show foi elogiado por John Sykes, guitarrista do Whitesnake.
Em 1988, após um hiato de três anos, Pepeu lançou o disco Pedra Não é Gente Ainda e excursionou pelo Brasil.
No final da década de 1980, voltou-se para a música instrumental dedicando-se mais a seu trabalho como guitarrista, relendo velhos sucessos como os chorinhos "Brasileirinho" (Waldir Azevedo) e "Noites Cariocas" (Jacob do Bandolim), presentes no início de sua carreira e que fizeram sua fama de virtuose, participando de festivais de jazz pelo mundo todo e lançando, em 1989, Instrumental On The Road, sendo agenciado pela Third World Talent Agency de Nova Iorque.
Pepeu afirmou ter sido convidado se juntar à banda estadunidense de heavy metal Megadeth e mais tarde, no final da década de 90, para integrar a banda Living Colour, na época que alguns dos membros planejavam a volta da banda; porém, recusou ambos convites devido a motivos pessoais. Em 2011, em um programa exibido pelo canal MTV Pepeu Gomes admitiu que recusou os convites pois seria apenas um músico contratado. Segundo ele, só sairia do Brasil para ser integrante fixo da banda e não como um empregado.
Na década de 1990 reencontra seu antigo parceiro Moraes Moreira com quem lança dois discos: Moraes e Pepeu e Moraes e Pepeu ao vivo no Japão, este último resultado da turnê que teve o último show realizado no Rock in Rio II.
Em 1993, Pepeu lançou um novo disco obtendo bastante sucesso, principalmente devido a música "Sexy Yemanjá", parceria do artista com Tavinho Paes, que foi trilha sonora da novela Mulheres de Areia da TV Globo.
Pepeu continuou durante a década de 90 a fazer turnês, tocando novamente no festival de Montreux e realizou diversos shows com o guitarrista Armandinho.
Em 1998, Pepeu lança uma coletânea com todas as músicas instrumentais de sua carreira, 20 Anos - Discografia Instrumental, e no ano seguinte lança um CD de releitura de seus maiores sucessos com roupagem acústica, intitulado  Meu coração. Esse disco foi produzido pelo guitarrista Robertinho de Recife e possui duas músicas inéditas: "O que é que você quer comigo?" e "Dono de mim".
Em 2001, sua composição com Arnaldo Antunes "Alma" vira hit com a cantora Zélia Duncan.
Em 2004, para comemorar seus 25 anos de carreira solo, lançou CD e DVD De espírito em paz - Ao Vivo.
No ano de 2011, Pepeu Gomes relançou uma parte de sua discografia remasterizada, com o disco Instrumental On The Road, recebendo algumas faixas extras, e aproveitou para lançar um disco inédito, intitulado Eu Não Procuro o Som, gravado ao vivo em 1979.
Dentre os músicos que acompanharam Pepeu ao vivo e em gravações de estúdio estão os ex-integrantes da banda Cheiro de Vida, o baixista André Gomes, o baterista Alexandre Fonseca (GOMES, 1998, p. 3). e o percussionista Charles Negrita.
Em setembro de 2015, se apresenta com Baby do Brasil e seu filho Pedro Baby no Rock in Rio. Em dezembro do mesmo ano, o grupo Novos Baianos anunciou um retorno com a formação original.
Em 2022, sai em turnê com a ex-esposa no show "Baby e Pepeu a 140 graus", que soma as idades do ex-casal. No mês de abril gravam o show que foi lançado no álbum Baby e Pepeu – Ao vivo no Noites Cariocas.

## Discografia
Autor de alguns grandes sucessos de pop romântico, Pepeu entretanto prima pela participação como músico em trabalhos de diversos outros cantores. Apesar disto alguns de seus hits foram bastante executados no Brasil, como "Eu também quero beijar", "Masculino e Feminino" e os temas de telenovelas Mil e Uma Noites de Amor, A Lua e o Mar e Sexy Iemanjá.

### Carreira solo
- 1978 - Geração de som
- 1979 - Na Terra a Mais de Mil
- 1980 - Ao Vivo: 14th Montreux Jazz Festival
- 1981 - Pepeu Gomes
- 1982 - Um Raio Laser
- 1983 - Masculino e feminino
- 1985 - Energia positiva
- 1988 - Pedra não é gente ainda
- 1989 - Instrumental On The Road
- 1990 - Moraes e Pepeu
- 1990 - Moraes e Pepeu - Ao Vivo no Japão
- 1993 - Pepeu Gomes
- 1998 - 20 Anos - Discografia Instrumental
- 1999 - Meu coração
- 2004 - De Espirito em Paz - Ao Vivo
- 2011 - Eu Não Procuro o Som
- 2014 - Alto da Silveira
- 2018 - Eterno Retorno
- 2022 - Baby e Pepeu - Ao Vivo no Noites Cariocas

### Como integrante do grupo Novos Baianos
- 1970 – É Ferro na Boneca (Fermata/ RGE Discos)
- 1972 – Acabou Chorare (Som Livre)
- 1973 – Novos Baianos F.C. (Continental)
- 1974 – Novos Baianos (Continental)
- 1975 – Vamos pro Mundo (Som Livre)
- 1976 – Caia na Estrada e Perigas Ver (Tapecar)
- 1977 – Praga de Baiano (Tapecar)
- 1978 – Farol da Barra (Discos CBS)
- 1997 – Infinito Circular (Globo/Polydor)
- 2017 – Acabou Chorare - Novos Baianos Se Encontram (Ao Vivo) (Som Livre)

### Como integrante do grupoOs Leif´s
- 1970 - Fobus In Totum / Nem Sei De Mim (Compacto Simples) - Psico BR

### Participações
- 1971 - Barra 69 - Caetano Veloso e Gilberto Gil
- 1971 - Fa-tal: Gal a todo Vapor - Gal Costa
- 1978 - O que vier eu traço - Baby Consuelo
- 1978 - Gilberto Gil: Ao Vivo em Montreux - Gilberto Gil
- 1978 - Cauim - Ednardo
- 1978 - Feitiço - Ney Matogrosso
- 1978 - Mata Virgem - Raul Seixas
- 1979 - Pra enlouquecer - Baby Consuelo
- 1979 - Seu Tipo - Ney Matogrosso
- 1979 - A Peleja do Diabo com o Dono do Céu (faixa: "Jardim das Acácias") - Zé Ramalho
- 1980 - Ao Vivo Em Montreux - Baby Consuelo
- 1981 - Canceriana Telúrica - Baby Consuelo
- 1982 - Cósmica - Baby Consuelo
- 1984 - Kryshna Baby - Baby Consuelo
- 1985 - Sem pecado e sem juízo - Baby Consuelo
- 1987 - Uma noite e 1/2 - Marina Lima . Nessa faixa, quem canta é Renato Rocketh, que foi o compositor da faixa. Pepeu apenas executa o solo de guitarra da canção.
- 1995 - Morena - Simone Moreno
- 1996 - Feijão com Arroz - Daniela Mercury
- 1997 - 50 Carnavais - Moraes Moreira
- 1997 - Baioque - Elba Ramalho
- 2005 - Óleo Sobre Tela - Mú Carvalho
- 2012 - Ao Vivo em Floripa - Victor & Leo
- 2015 - Selva Mundo - Vivendo do Ócio